# Benaoján
Benaoján ist eine Gemeinde in der Provinz Málaga in Andalusien, am Nordostrand der Sierra de Libar.

## Geologie und Geographie
Der kleine Ort liegt inmitten einer gut zwei Kilometer langen und maximal 0,5 Kilometer breiten Sedimentebene in 520 Metern, die er mittlerweile zu mehr als der Hälfte ausfüllt. Mit den bis zu 1200 Meter hohen Karstbergen der Sierra und den bis zu 800 Meter hohen Bergrücken des östlichen Montalate bildet die Ebene ein wannenförmiges Becken, eine Polje.
Über einen nur rund 100 Meter höheren Bergsattel im Südosten sind Ebene und Ort mit dem Tal des Río Guadiaro verbunden. Im Flusstal liegen die von Ronda nach Algeciras führende überregionale Straße und die Bahnstrecke mit dem Bahnhof des Ortes.
Wie in allen Poljen, wird die Sedimentebene nur durch Karstöffnungen entwässert. Je nach jahreszeitlichem Niederschlag wird in der Ebene zu viel oder zu wenig Wasser vorgefunden. Durch die dichte Besiedlung, Anfall landwirtschaftlicher und verkehrlicher Schadstoffe in einer Karstwanne ist der Wasserhaushalt hier noch prekärer als dies in der heißen, trockenen Jahreszeit Andalusiens sonst ohnehin der Fall ist.
Nachbargemeinden sind Ronda, Montejaque und Jimena de la Frontera.

Benaoján unterhält eine Städtepartnerschaft mit Knittlingen in Baden-Württemberg (Deutschland).

## Sehenswürdigkeiten
Die Karsthöhlen Cueva del Gato und Cueva de la Pileta befindet sich in Benaoján. Ihr Alter wird auf 15.000 bis 25.000 Jahre geschätzt. Dort finden sich Zeichnungen, deren Alter auf ca. 3500 Jahre geschätzt werden. 1905 wurde die vergessene Höhle von einem Landwirt wiederentdeckt.

## Schienenverkehr
Unterhalb von Benaoján liegt der Bahnhof Benaoján-Montejaque. 
Hier bestehen Direktverbindungen 
nach Ronda, Málaga, Antequera und Algeciras.

## Straßenfeste
- Karneval im Februar
- San Marcos Schutzpatron am 25. April
- Verbena del Niño del Huerto am 1. Sonntag im Mai
- Virgen del Rosario

## Gemeindepartnerschaften
- Knittlingen (Baden-Württemberg)